# Palpita magniferalis
Palpita magniferalis là một loài bướm đêm thuộc họ Crambidae. Nó được tìm thấy ở miền đông Bắc Mỹ.
Sải cánh dài 23–27 mm. Con trưởng thành bay từ tháng 4 đến tháng 10.
Ấu trùng ăn các loài Fraxinus.